# Samon Kawamura
Samon Kawamura (* 4. Mai 1973) ist ein deutsch-japanischer Musikproduzent, Komponist, Künstler und DJ. Er ist in Tokyo aufgewachsen und seit Mitte der 90er hauptsächlich von Deutschland aus tätig, wo er mit seiner Familie in Berlin lebt und arbeitet.
Samon Kawamura ist Teil des Produzententeams „KaHeDi“ (Samon Kawamura, Max Herre, Roberto Di Gioia).

## Biografie
Seit Anfang der 2000er Jahre produzierte und komponierte Kawamura Musik für Künstler wie Till Brönner, Max Herre (Freundeskreis), Genetikk, Joy Denalane u. a. Alben wie „Blue Eyed Soul“ (Till Brönner) wurden mit 5 mal mit Gold sowie mit dem Jazz Award 2005 ausgezeichnet, „Hallo Welt“, „MTV Unplugged Kahedi Show“ (Max Herre) mit Gold und Platin prämiert, „Achter Tag“ (Genetikk) mit Gold. Singleauskopplungen wie „Wolke 7“ (Max Herre) und „Wünsch dir was“ (Genetikk) erreichten ebenfalls Gold-Status. Alben wie „Achter Tag“ und „Y.A.L.A“ (Genetikk) charteten auf Platz 1 der deutschen Album-Charts. Überdies hat Samon Kawamura mehrere eigene Alben produziert, auf denen wiederum andere Künstler mitwirkten, darunter die Stonesthrow-Artists OH NO (Bruder von Madlib) und Aloe Blacc, MC Ta’Raach, Laura López Castro, Om’Mas Keith (SA-RA Creative Partners) sowie Kev Brown aus dem Jazzy Jeff-Lager.
An den Turntables spielte er live unter anderem mit Till Brönner, Max Herre, Joy Denalane, Uri Caine, Be, Boomish, Marsmobil, Lychee Lassi. Im Jahr 2007 veröffentlichte Samon Kawamura auf Max Herres Label NESOLA sein Instrumental-Hip-Hop-Album Translations.

## Diskografie (Auswahl)

### 2002
- Till Brönner – Blue Eyed Soul (Album, Production)

### 2007
- Joy Denalane Feat. Raekwon – Heaven Or Hell (Remix)
- Samon Kawamura – Translations (Album, Production)
- Samon Kawamura – DJ Mix 06/07 (Mixalbum, DJ)
- Joy Denalane – Born & Raised (Remix)
- Joy Denalane – Sometimes Love (Remix)
- Nylon – 10 Lieder Über Liebe (Album, Production)
- Marsmobil – Une Affaire De Mode Et De Musique

### 2008
- O.C. – Time's Up (Remix)
- Samon Kawamura – Unfold (Album, Production)
- Christian Prommer's Drumlesson – Around The World (Remix)
- Mika Arisaka – Aquantum (Song, Production)

### 2009
- Samy Deluxe – Oma Song (Song, KaHeDi Production)
- Gagle – Love Note (Samon Kawamura Remix)
- Max Herre – Ein Geschenkter Tag (Album, Production)

### 2010
- Hugh Masekela – U, Dwi (Kahedi Remix)

### 2011
- Samy Deluxe – Zurück zu wir (Song, KaHeDi Production)
- Joy Denalane – Maureen (Album, KaHeDi Production)

### 2012
- Till Brönner – Till Brönner (Album, Production)
- Samon Kawamura – Thaima (Album, Production)
- Max Herre – Hallo Welt! (Album, KaHeDi Production)
- Y’akoto – Baby Blues – (Album, KaHeDi Production)

### 2013
- Jazzy Sport Top Team: Pound For Pound 3 – Pull out (Track, Production)
- Max Herre – MTV Unplugged Kahedi Radio Show (Album, Production)
- Megaloh – Endlich Unendlich (Albumtracks, Additional Production)

### 2014
- Y'Akoto – Moody Blues (Albumtracks, KaHeDi Production)
- Sick Team – Tokyo Driftin (Remix)

### 2015
- Genetikk – Achter Tag (Album, Production)

### 2016
- Genetikk – Fukk Genetikk (Album, Production)

### 2017
- Joy Denalane – Gleisdreieck (Album, KaHeDi Production)

### 2018
- Frank Wiedemann – Symphony Of Now (featured artist)
- Genetikk – D.N.A II (Album, Production)
- Genetikk – Y.A.L.A (Album, Production)

### 2019
- Max Herre – Athen (Album, Production)

### 2021
- Genetikk – MDNA (Album, Production)